# Girl Rising
Girl Rising ist ein Dokumentarfilm aus dem Jahr 2013, der eine globale Perspektive auf das Thema Mädchenbildung zu vermitteln versucht. Er wurde zur Basis für eine globale Bewegung gleichen Namens, die sich dieses Themas annimmt.

## Geschichte
Journalisten der Documentary Group gründeten Girl Rising als Organisation und Kampagne mit dem Namen 10x10. Ursprünglich wollte das Filmteam zehn Mädchen aus zehn Ländern porträtieren, entschied sich aber aus Budget- und Zeitgründen für neun.

## Produktion
Der Film „Girl Rising“ wurde von Kayce Freed, Tom Yellin und Holly Gordon bei The Documentary Group in Zusammenarbeit mit Paul G. Allen und Jody Allen produziert Vulcan Productions. Regie führte der für den Oscar nominierte Regisseur Richard E. Robbins und die Erzählung stammt von Anne Hathaway, Cate Blanchett, Selena Gomez, Liam Neeson. , Priyanka Chopra, Chloë Grace Moretz, Freida Pinto, Salma Hayek, Meryl Streep, Alicia Keys und Kerry Washington.
Der Film erzählt die Geschichten von neun Mädchen aus neun Ländern: (Sierra Leone, Haiti, Äthiopien, Afghanistan, Peru, Ägypten, Nepal, Indien und Kambodscha). Die Geschichte jedes Mädchens wurde von einem Autor aus ihrem Land geschrieben und von renommierten Schauspielern vertont. Ihre Geschichten spiegeln ihren Kampf um die Überwindung gesellschaftlicher oder kultureller Barrieren wider. Die Autoren sind Loung Ung (Kambodscha), Edwidge Danticat (Haiti), Manjushree Thapa (Nepal), Mona Eltahawy (Ägypten), Maaza Mengiste (Äthiopien), Sooni Taraporevala (Indien), Maria Arana (Peru), Aminatta Forna (Sierra Leone), Zarghuna Kargar (Afghanistan). Die Mädchen heißen Sokha (Kambodscha), Wadley (Haiti), Suma (Nepal), Yasmin (Ägypten), Azmera (Äthiopien), Ruksana (Indien), Senna (Peru), Mariama (Sierra Leone) und Amina (Afghanistan).

## Hintergrund
Girl Rising hat mit mehreren NGOs zusammengearbeitet, um globale Gemeinschaften zu beeinflussen: Ein neuer Tag in Kambodscha, Plan International, Room to Read, CARE, Partners in Health, World Vision und Girl Up. Girl Rising erhielt ein gutes Presseecho. So erfasst der US-amerikanische Aggregator Rotten Tomatoes 80 % wohlwollende Besprechungen und ordnet den Film dementsprechend als „Frisch“ ein.